# ECW December to Dismember
December to Dismember – zakończony cykl gal profesjonalnego wrestlingu produkowanych w 1995 i 2006 przez kolejno Extreme Championship Wrestling (ECW) oraz World Wrestling Entertainment (druga nadawana na żywo w systemie pay-per-view). Pierwsza gala z cyklu December to Dismember odbyła się 9 grudnia 1995 i do zakończenia funkcjonowania federacji ECW w 2001 nie wykorzystywano więcej marki December to Dismember. Po zakupieniu federacji przez World Wrestling Federation i przywróceniu ECW jako trzeciego brandu w 2006, w grudniu tego roku zorganizowano drugą galę spod szyldu December to Dismember. Z powodu rekordowo niskich wykupień tejże gali w systemie pay-per-view postanowiono nie kontynuować cyklu w kolejnym roku.

## Lista gal
|  | Gala brandu ECW |

| Gala                                        | Lokalizacja                    | Arena                          | Walka wieczoru |                                |
| Extreme Championship Wrestling              | Extreme Championship Wrestling | Extreme Championship Wrestling | Extreme Championship Wrestling | Extreme Championship Wrestling |
| ------------------------------------------- | ------------------------------ | ------------------------------ | --- | ------------------------------ |
| December to Dismember (1995) 9 grudnia 1995 | Filadelfia, Pensylwania        | ECW Arena                      | The Public Enemy, The Pitbulls i Tommy Dreamer vs. The Heavenly Bodies, The Eliminators, Raven i Stevie Richards Ultimate Jeopardy Steel Cage match |                                |
| World Wrestling Entertainment               |                                |                                | |                                |
| December to Dismember (2006) 3 grudnia 2006 | Augusta, Georgia               | James Brown Arena              | Big Show (c) vs. Bobby Lashley vs. Rob Van Dam vs. CM Punk vs. Hardcore Holly vs. Test Extreme Elimination Chamber match o ECW World Championship   |                                |

## Wyniki gal

### 1995
December to Dismember (1995) – gala wrestlingu wyprodukowana przez federację Extreme Championship Wrestling. Odbyła się 9 grudnia 1995 w ECW Arena w Filadelfii w Pensylwanii. Była to pierwsza gala w chronologii cyklu December to Dismember i jedyna wyprodukowana przez promocję ECW.
Podczas gali odbyło się dziewięć walk. Pojedynkiem wieczoru był Ultimate Jeopardy Steel Cage match, w którym The Public Enemy, The Pitbulls i Tommy Dreamer pokonali The Heavenly Bodies, The Eliminators, Ravena i Steviego Richardsa. Oprócz tego odbył się trzyosobowy Three-Way Dance o ECW World Heavyweight Championship, w którym The Sandman pokonał mistrza Mikeya Whipwrecka oraz Steve’a Austina.
| Nr                                 | Wyniki | Stypulacje                                           | Czas  |
| ---------------------------------- | --- | ---------------------------------------------------- | ----- |
| 1                                  | The Dudley Brothers (Buh Buh Ray i Dances with Dudley) (z (Big Dickem, Chubbym i Sign Guyem) pokonali The Bad Crew (#1 i #2) (z Damienem Kanem i Lady Alexandrą) | Tag team match                                       | 02:00 |
| 2                                  | Taz (z Billem Alfonso) pokonał El Puerto Riqueño | Singles match                                        | 03:26 |
| 3                                  | Hack Meyers pokonał Bruisera Mastino | Singles match                                        | 06:15 |
| 4                                  | The Eliminators (Perry Saturn i John Kronus) pokonali The Pitbulls (Pitbulla #1 i Pitbulla #2)                                                                   | Tag team match                                       | 09:30 |
| 5                                  | Raven pokonał Tommy’ego Dreamera | Singles match                                        | 08:45 |
| 6                                  | J.T. Smith pokonał Tony’ego Stetsona | Singles match                                        | 05:04 |
| 7                                  | The Sandman (z Woman) pokonał Mikeya Whipwrecka (c) i Steve’a Austina                                                                                            | Three-Way Dance o ECW World Heavyweight Championship | 19:45 |
| 8                                  | The Public Enemy (Johnny Grunge i Rocco Rock) pokonali The Heavenly Bodies (Jimmy’ego Del Raya i Toma Pricharda)                                                 | Tag team match                                       | 08:46 |
| 9                                  | Tommy Dreamer, The Public Enemy i The Pitbulls pokonali Ravena, The Heavenly Bodies, The Eliminators i Steviego Richardsa                                        | Ultimate Jeopardy Steel Cage match                   | 21:00 |
| (c) – mistrz/mistrzyni przed walką | |                                                      |       |

### 2006
December to Dismember (2006) – gala wrestlingu wyprodukowana przez federację World Wrestling Entertainment (WWE) dla zawodników z brandu ECW, a także kilku zawodników brandów Raw i SmackDown!. Odbyła się 3 grudnia 2006 w James Brown Arena w Augusta w stanie Georgia. Emisja była przeprowadzana na żywo w systemie pay-per-view. Była to druga i ostatnia gala w chronologii cyklu December to Dismember, a także jedyna promowana przez World Wrestling Entertainment.
Podczas gali odbyło się siedem walk, w tym jedna nietransmitowana w telewizji. Walką wieczoru był Extreme Elimination Chamber match o ECW World Championship, w którym Bobby Lashley zdobył tytuł pokonując Roba Van Dama, Hardcore Holly’ego, CM Punka, Testa oraz poprzedniego mistrza Big Showa. Oprócz tego The Hardy Boyz (Matt i Jeff Hardy) pokonali MNM (Joeya Mercury’ego i Johnny’ego Nitro) w tag team matchu.
| Nr                                                                                    | Wyniki | Stypulacje                                                 | Czas  |
| ------------------------------------------------------------------------------------- | --- | ---------------------------------------------------------- | ----- |
| 1D                                                                                    | Stevie Richards pokonał Renégo Duprée                                                                        | Singles match                                              | –     |
| 2                                                                                     | The Hardy Boyz (Matt i Jeff Hardy) pokonali MNM (Joeya Mercury’ego i Johnny’ego Nitro) (z Meliną)            | Tag team match                                             | 22:33 |
| 3                                                                                     | Balls Mahoney pokonał Matta Strikera                                                                         | Striker's Rules match                                      | 07:12 |
| 4                                                                                     | Elijah Burke i Sylvester Terkay pokonali The F.B.I. (Little Guido i Tony’ego Mamaluke) (z Trinity)           | Tag team match                                             | 06:41 |
| 5                                                                                     | Daivari (z The Great Khalim) pokonał Tommy’ego Dreamera                                                      | Singles match                                              | 07:22 |
| 6                                                                                     | Kevin Thorn i Ariel pokonali Mike’a Knoxa i Kelly Kelly                                                      | Tag team match                                             | 07:43 |
| 7                                                                                     | Bobby Lashley pokonał Big Showa (c) (z Paulem Heymanem), Roba Van Dama, Hardcore Holly’ego, CM Punka i Testa | Extreme Elimination Chamber match o ECW World Championship | 24:42 |
| (c) – mistrz/mistrzyni przed walkąD – walka była dark matchem (nietransmitowana w TV) | |                                                            |       |

Eliminacje w Extreme Elimination Chamber matchu
| Nr. eliminacji | Wrestler       | Nr. wejściowy | Wyeliminowany przez | Broń                                          | Metoda eliminacji                                                              | Czas  |
| -------------- | -------------- | ------------- | ------------------- | --------------------------------------------- | ------------------------------------------------------------------------------ | ----- |
| 1              | CM Punk        | 3             | Roba Van Dama       | Stalowe krzesło                               | Przypięty po otrzymaniu Five-Star Frog Splash                                  | 12:35 |
| 2              | Hardcore Holly | 1             | Testa               | –                                             | Przypięty po otrzymaniu running big boot                                       | 12:45 |
| 3              | Rob Van Dam    | 2             | Testa               | –                                             | Przypięty po otrzymaniu diving elbow drop na stalowe krzesło ze szczytu komory | 14:15 |
| 4              | Test           | 4             | Bobby’ego Lashleya  | Łom                                           | Przypięty po otrzymaniu spear                                                  | 19:42 |
| 5              | Big Show       | 6             | Bobby’ego Lashleya  | Kij baseballowy z owiniętym drutem kolczastym | Przypięty po otrzymaniu spear                                                  | 24:42 |
| Zwycięzca      | Bobby Lashley  | 5             | –                   | Stół                                          | –                                                                              | –     |